# 以禄月
| 绍法（羊角号） |                                  |
| 月份           | 6月（犹太教曆） 12月（犹太国曆） |
| 天数           | 29                               |
| 季节           | 夏季                             |
| 对应公历       | 8－9月                           |

以禄月（希伯来语：אֱלוּל, 现代  提比里亚 ），又作厄路耳月，是犹太教曆的六月、犹太国曆的十二月。该月共有29天，相当于公历8、9月间。
传统上，以禄月会举行一系列特殊的仪式以迎接至圣日（从犹太新年到赎罪日的十天）的来临。例如，自以禄月首日（Rosh Chodesh）起，每天早晨（除安息日）要吹奏绍法（shofar，羊角号）以唤起人们的灵魂，直至犹太新年的到来。